# La guerra gaucha (libro)
La guerra gaucha es el primer libro en prosa realizado por el escritor argentino Leopoldo Lugones. Fue publicado por primera vez en 1905, y es actualmente considerado como un clásico de la literatura argentina y una las obras más representativas del estilo de Lugones como escritor.

## Reseña
La guerra gaucha es un libro de relatos sobre los guerrilleros gauchos que comandados por Martín Miguel de Güemes lucharon contra los realistas durante la Guerra de Independencia Hispanoamericana, entre 1815 y 1825. Está escrito en lenguaje gauchesco y resulta difícil de entender para quienes no conozcan ese particular argot. La fuerza de los relatos y su naturaleza épica lo hizo un libro sumamente exitoso. A partir del libro, en 1941 se realizó la película La guerra gaucha, dirigida por Lucas Demare, con guion de Ulyses Petit de Murat y Homero Manzi, y protagonizada por Enrique Muiño, Francisco Petrone, Ángel Magaña, Sebastián Chiola y Amelia Bence, entre otros.

## Características
Para escribir el libro Lugones fue a la provincia de Salta para conocer personalmente los lugares en que se desarrolló la lucha y registrar la tradición oral sobre la misma. Por esa razón el libro es sumamente descriptivo, deteniéndose en extensos detalles de las características del paisaje y la naturaleza salteña.

## Cuentos
Algunos de los cuentos de La Guerra Gaucha son: 
- "Juramento": movido por su amor por una viuda patriota, un joven oficial realista deserta para sumarse al bando independentista.
- "Carga": describe un combate en el que las guerrillas gauchas arrasan el campamento español utilizando caballos desbocados con fuego en sus colas.
- "Al rastro": un gaucho solo conduce una carreta llena de pólvora para hacerla explotar contra un batallón realista, luchando luego contra los sobrevivientes hasta morir.
- "Dianas": El cura de un pueblo, haciéndose pasar por realista, utiliza las campanas de la iglesia para avisar a los patriotas sobre los movimientos de los españoles.
- "Alerta": Una tejedora patriota es abusada por los españoles, y un niño mensajero es asesinado.
- "Sorpresa": Sobre un capitán de las milicias gauchas que sabía leer.
- "Un lazo": Sobre un «desembichador» de caballos y sus secretos.
- "Güemes": Sobre el caudillo salteño Martín Miguel de Güemes, comandante general de las milicias gauchas.

En los relatos de Lugones (a diferencia de lo que luego haría la película), todos los héroes son anónimos, buscando fortalecer la idea de «pueblo en armas».

## Derechos de autor
Leopoldo Lugones falleció el 18 de febrero de 1938, razón por la cual su obra quedó inserta en el dominio público el 1 de enero de 2009 (art. 5°, ley n.° 11.723).